# 小行星90449
小行星90449（90449 Brucestephenson）是一颗绕太阳运转的小行星，为主小行星带小行星。该小行星于2004年1月20日发现。
該小行星以美國天文學家C·布魯斯·史蒂芬森（C. Bruce Stephenson）命名。

## 轨道参数
小行星90449的轨道半长轴为457 674 078 km，3.0593187 UA，离心率为0.220。